# Sumberboto
Sumberboto is een bestuurslaag in het regentschap Blitar van de provincie Oost-Java, Indonesië. Sumberboto telt 3427 inwoners (volkstelling 2010).